# 建设农场 (北安市)
建设农场是一个位于中华人民共和国黑龙江省黑河市北安市的国有农场，隶属于黑龙江省农垦北安管理局。
建设农场始建于1956年，地处小兴安岭南麓，面积58.6万亩，其中耕地面积24.5万亩，总人口14434人。

## 行政区划
建设农场下辖以下单位：
建设场直社区、建设农场第一管理区、建设农场第二管理区、建设农场第三管理区、建设农场第四管理区、建设农场第五管理区和建设农场第六管理区。